# Esqui aquático nos Jogos Pan-Americanos de 2019 - Slalom feminino
A competição do slalom feminino foi um dos eventos do esqui aquático nos Jogos Pan-Americanos de 2019, em Lima. Foi disputada na Laguna Bujama nos dias 27 e 29 de julho.

## Calendário
Horário local (UTC-5).
| Data        | Horário | Fase         |
| ----------- | ------- | ------------ |
| 27 de julho | 10:00   | Preliminares |
| 29 de julho | 10:00   | Finais       |

## Medalhistas
| Ouro   | USA Regina Jaquess     |
| Prata  | CAN Whitney McClintock |
| Bronze | CAN Paige Rini         |

## Resultados

### Preliminares
Os oito melhores atletas se classificaram para a final.

### Eliminatória 1
| Colocação | Atleta             | Nacionalidade      | Resultados    | Notas |
| --------- | ------------------ | ------------------ | ------------- | ----- |
| 1         | Regina Jaquess     | USA Estados Unidos | 1.00/55/10.25 | Q     |
| 2         | Whitney McClintock | CAN Canadá         | 0.50/55/10.25 | Q     |
| 3         | Paige Rini         | CAN Canadá         | 0.50/55/10.75 | Q     |
| 4         | Luisa Jaramillo    | COL Colômbia       | 4.00/55/11.25 | Q     |
| 5         | María de Osma      | PER Peru           | 2.00/55/11.25 | Q     |
| 6         | Valentina González | CHI Chile          | 4.00/55/12.00 |       |

### Eliminatória 2
| Colocação | Atleta            | Nacionalidade            | Resultados    | Notas |
| --------- | ----------------- | ------------------------ | ------------- | ----- |
| 1         | Erika Lang        | USA Estados Unidos       | 5.00/55/12.00 | Q     |
| 2         | Sandra Chapoy     | MEX México               | 2.00/55/12.00 |       |
| 2         | Violeta Mociulsky | ARG Argentina            | 2.00/55/12.00 |       |
| 4         | Paloma Giordano   | ARG Argentina            | 0.50/55/12.00 |       |
| 5         | Daniela Verswyvel | COL Colômbia             | 1.00/55/13.00 |       |
| 6         | Francesca Pigozzi | DOM República Dominicana | 5.00/55/18.25 |       |
| 7         | Tamires Aguiar    | BRA Brasil               | 4.50/55/18.25 |       |

### Finais
| Colocação         | Atleta             | Nacionalidade      | Resultados    | Notas |
| ----------------- | ------------------ | ------------------ | ------------- | ----- |
| Medalha de ouro   | Regina Jaquess     | USA Estados Unidos | 3.00/55/10.25 |       |
| Medalha de prata  | Whitney McClintock | CAN Canadá         | 5.50/55/10.75 |       |
| Medalha de bronze | Paige Rini         | CAN Canadá         | 3.00/55/11.25 |       |
| 4                 | María de Osma      | PER Peru           | 2.00/55/11.25 |       |
| 5                 | Luisa Jaramillo    | COL Colômbia       | 2.50/55/12.00 |       |
| 5                 | Erika Lang         | USA Estados Unidos | 2.50/55/12.00 |       |